# Bakerstown (Pennsylvanie)
Bakerstown est une census-designated place du comté d'Allegheny, en Pennsylvanie, aux États-Unis.

## Géographie
Bakerstown se trouve au nord-est des États-Unis, dans l'ouest de l'État de Pennsylvanie, au sein du comté d'Allegheny, dont le siège de comté est Pittsburgh. Ses coordonnées géographiques sont 40° 39′ 04″ N, 79° 56′ 04″ O.

## Démographie
Au recensement de 2010, sa population était de 1 761 habitants.